# Liste der Monuments historiques in Bréban
Die Liste der Monuments historiques in Bréban führt die Monuments historiques in der französischen Gemeinde Bréban auf.

## Liste der Immobilien
| Bezeichnung       | Beschreibung           | Standort               | Kennzeichnung | Schutzstatus | Datum | Bild           |
| ----------------- | ---------------------- | ---------------------- | ------------- | ------------ | ----- | -------------- |
| Kirche St-Léonard | ab dem 12. Jahrhundert | Rue de l’Église (Lage) | PA00078598    | Inscrit      | 1928  | weitere Bilder |

## Liste der Objekte
| Bezeichnung                            | Beschreibung | Standort                        | Kennzeichnung | Schutzstatus | Datum | Bild |
| -------------------------------------- | --- | ------------------------------- | ------------- | ------------ | ----- | ---- |
| Gemälde Heiliger Franziskus von Assisi | Ölfarbe auf Leinwand, 17. Jahrhundert                                                                                  | in der Kirche St-Léonard (Lage) | PM51002250    | Inscrit      | 1975  |      |
| Zwei Retabel                           | in Fragmenten; Darstellungen aus dem Marienleben und dem Leben eines heiligen Bischofs; Stein, 13. und 14. Jahrhundert | in der Kirche St-Léonard (Lage) | PM51000112    | Classé       | 1937  |      |
| Taufbecken                             | Stein, 13. Jahrhundert                                                                                                 | in der Kirche St-Léonard (Lage) | PM51000109    | Classé       | 1916  |      |
| Kirchenfenster                         | aus dem 16. Jahrhundert                                                                                                | in der Kirche St-Léonard (Lage) | PM51000110    | Classé       | 1916  |      |
| Passionsretabel                        | Stein, farbig gefasst, 13. Jahrhundert                                                                                 | in der Kirche St-Léonard (Lage) | PM51000111    | Classé       | 1937  |      |
| Hauptaltar                             | Altartisch, Tabernakel und Wandvertäfelung; Holz, farbig gefasst, 17. Jahrhundert                                      | in der Kirche St-Léonard (Lage) | PM51002249    | Inscrit      | 1975  |      |